# Lijst van heersers van Gelre
Hieronder een lijst van heersers van Gelre, allen feodaal heer onder een andere, hogere, bestuursmacht, zoals de rooms-katholieke aartsbisdommen Utrecht, Münster en Keulen, die op hun beurt de grondgebieden van Saksische of Frankische vorsten in leen hadden gekregen om het in hun naam te besturen (wereldlijke macht). Van de elfde eeuw tot 1339 voerden de heren van Gelre de functie van graaf uit (graafschap Gelre), daarna waren ze hertog van Gelre, vanaf 1138 door huwelijk ook graaf van het leen Zutphen. Zie voor een opsomming van de achtereenvolgende graven van Zutphen vóór 1138, de Lijst van heren en graven van Zutphen.

## Wassenberg, deFlamensesen Gelre

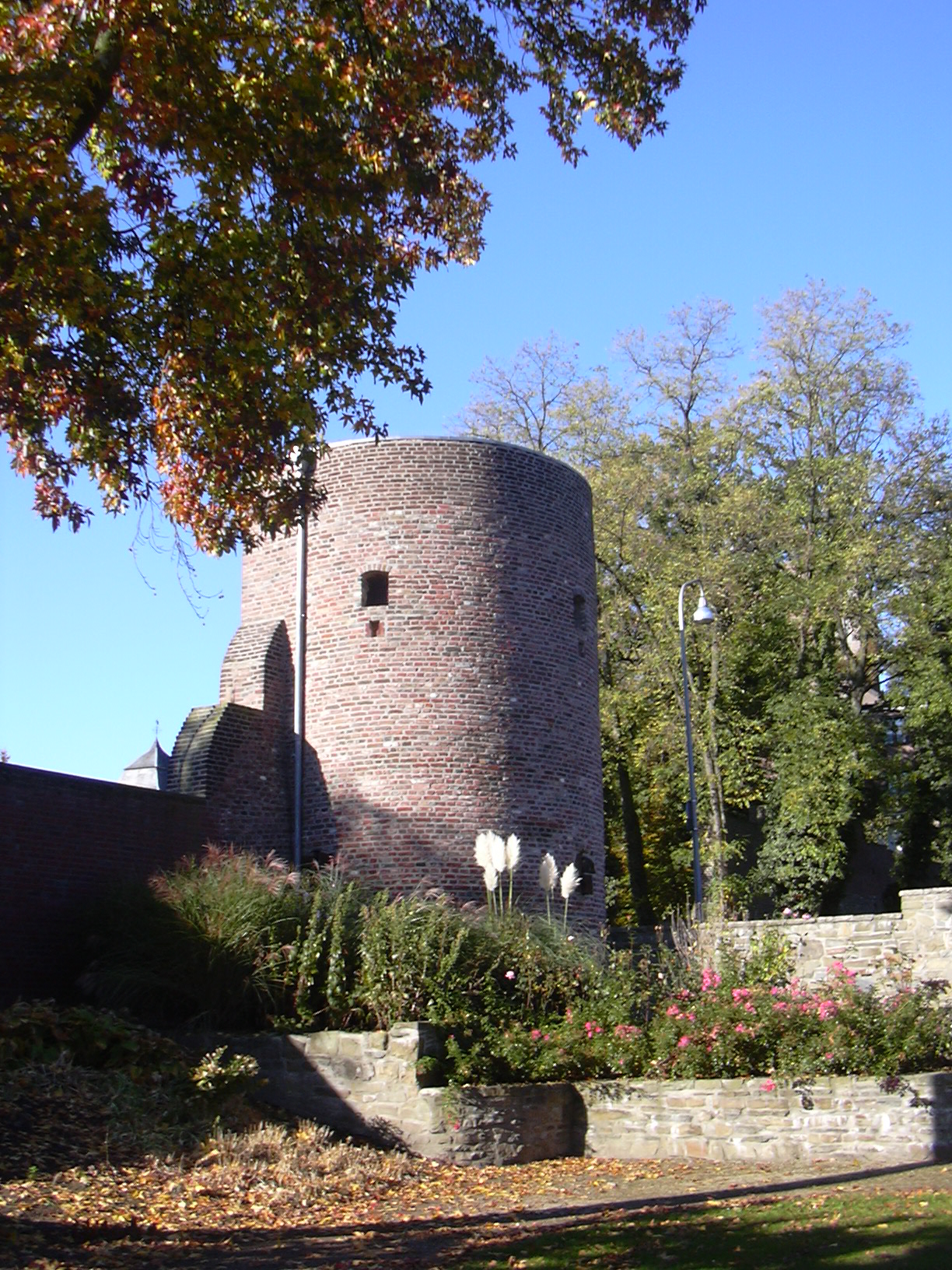
Deel van de oude burcht Wassenberg

Wassenberg was een allodiale residentie die de Flamenses, de voorzaten van de graven van Gelre, rond 1033 van de keizer kregen toegewezen toen zij zich niet meer konden handhaven in de Vlaamse contreien waarvan zij afkomstig waren. Gerard I Flamens kreeg Wassenberg, zijn broer Rutger kreeg Kleef in leen. Als wederdiensten moesten ze te paard mee op veldtochten van de heer, moesten ze zorgdragen voor verdediging van het achterland en bescherming van haar bewoners. In de vroege middeleeuwen lag de regio Gelre op de rand van het Frankische Rijk en het land van de Saksische stammen. Gerard was gehuwd met een jongere dochter van graaf Diederik van Hamaland, zoon van Adela van Hamaland en haar eerste echtgenoot Immed van Hamaland.
Aan Wassenberg, een plaats in de huidige Duitse Nederrijnregio, ongeveer 15 kilometer ten zuidoosten van het huidige Roermond, waren geen grafelijkheidsrechten verbonden. De oudste vermeldingen van een (of twee) Gerard(en) Flamens, uit 1033 en 1042-1046, gaan dan ook niet gepaard met de gravenrang. Gravenrechten en -plichten eigenden de Flamenses zich na 1046 toe als gevolg van de rebellie van Godfried 'de Baard', hertog van Neder-Lotharingen.
Door het huwelijk van Godfried de Kinderloze, hertog van Nederlotharingen, met (vermoedelijk) de oudste dochter van graaf Diederik van Hamaland, deelde Godfried bij overlijden van Diederik in het bezit van Hamaland dat de dochter van Diederik bij diens overlijden door vererving had verkregen, met de andere daaraan verbonden rechten en plichten die haar vader Diederik bezat. Dat huwelijk bleef kinderloos waarop Godfried bepaalde dat bij zijn overlijden de ambten naar zijn jongste broer Godfried, Gozlin (Gozelo I van Lotharingen), de vader van Godfried 'met de Baard', zouden gaan. De rebellie van 'de Baard' verschafte de Flamenses de kans om hun opvolgingsaanspraak die met de jongere dochter van graaf Diederik van Hamaland was binnengekomen, te verzilveren. Het graaf zijn betekende in die dagen naast de rechten van bestuur en het uitbaten van het grondgebied vooral ook verplichtingen zoals het organiseren van de verdediging van het achterland.
Zo werd Gerard II dus vermoedelijk in 1046 de eerste graaf uit het huis der Flamenses. Zijn zoon Gerard III volgde hem op rond 1052. Deze overleed toen zijn oudste zoon, Gerard IV, de latere Gerard I van Gelre, nog minderjarig was zodat diens oom Diederik I Flamens tijdelijk is ingesprongen. We kennen Diederik in 1076 als graaf op de Veluwe. In 1082 overleed hij in de kerker van Godfried van Bouillon. Gerard IV die toen de graafschappen overnam, verlegde geleidelijk de Gelderse grafelijke verblijfplaats van Wassenberg, buiten hun ambtsgebied, naar Gelre dat binnen hun ambtsgebied gelegen was.
Gerard IV van Wassenberg is de geschiedenisboeken ingegaan als Gerard I van Gelre, bijgenaamd 'de Lange' (†1129). Hij noemde zich niet consequent 'Van Gelre'. Nu eens komt hij voor als Gerard, Gerard van Gelre, vaak als Gerard van Wassenberg en soms als Gerardus Flaminius. Flaminius verwijst naar de Vlaamse afkomst van Gerards voorouders. Na 1125 verdwijnt deze naam, evenals de naam Wassenberg uit de bronnen en komt alleen de geslachtsnaam Gelre nog voor.
De naam Gelre verwijst naar de streek Gelre, een stuk laagland ten noordoosten van het latere Roermond, met een kerk en vermoedelijk een burcht van waaruit Gelre namens de bisschop van Keulen werd bestuurd. De titel van graaf is niet gerelateerd aan de streek maar gebaseerd op graafrechtelijke rechten die Gerard elders bezat. 'Graaf van Gelre' is dus een combinatie van een titel en een geslachtsnaam die ook nog eens de naam van een streek is.
In de eerste helft elfde eeuw werd de naam nog niet automatisch van vader op zoon overgedragen. Dat de naam Flamens wel af en toe opdook betekent dat de voorouders van Gerard IV / Gerard I zich oriënteerden op een verticale dynastieke ontwikkeling. Dat Gerard I zowel de namen Wassenberg als Gelre gebruikte wijst op een verankering van de dynastie met de regio Wassenberg en Gelre en op het belang van de dynastie voor de regio. Dat blijkt ook uit de stichting van de kerk van Wassenberg door Gerard I in 1118.
Het eigengoed, of allodium Wassenberg is in de 12e eeuw afgestoten aan de hertogen van Limburg. Doorgaans wordt aangenomen dat Gerard I in 1107 Wassenberg meegaf als bruidsschat aan zijn dochter Judith bij haar huwelijk met hertog Walram I Paganus van Limburg. Zowel het jaartal 1107 als de bruidsschat zijn in de bronnen niet terug te vinden. Er wordt wel melding gemaakt van het huwelijk en het feit dat Wassenberg via Judith aan de hertogen van Limburg is toegevallen. Op goede gronden mag aangenomen worden dat het huwelijk vóór 1118 gesloten is. Het gegeven dat Gerard I in 1118 een kerk sticht in Wassenberg en het gegeven dat hij tot 1125 de naam Wassenberg gebruikt doen veronderstellen dat Judith Wassenberg pas later heeft geërfd.

## Omvang van het hoogheidsgebied
De grafelijkheidsrechten waarin de Flamenses in en deels na 1046 traden omvatten:
- zuidelijk Hamaland, in 1046-1056 nog het graafschap van Werner/Wecelo, in 1083 Gerard I 'de Lange' genoemd
- de Veluwe als Utrechts leengraafschap, in 1052 graafschap van Gerard II Flamens
- de Betuwe
- Teisterbant (tegenwoordig Tieler- en Bommelerwaarden) als Utrechts leengraafschap, in 1052 graafschap van Gerard II Flamens
- de Duffelgouw (later bij het graafschap Kleef)
- de Hettergouw (bezuiden de Duffelgouw en Hamaland ter weerszijden van de Rijn gelegen), in 1062-1063 graafschap van Godschalk 'van Zutphen', in 1067 van Diederik.

Nadat de Flamenses tegen het eind van de 11e eeuw hun hoofd-residentie van Wassenberg naar Gelre hadden verlegd gingen zij zich 'graaf van Gelre' noemen, waardoor hun hoogheidsgebied ook '(Land van) Gelre' ging heten.
In noordelijk Hamaland handhaafden zich aanvankelijk de graven van Zutphen. Het raakte in 1138 in personele unie verenigd met het hoogheidsgebied van de graven van Gelre.
Wanneer de Flamenses precies Salland als leengraafschap van Utrecht en achterleen van de graven van Leuven, later de hertogen van Brabant, hebben verworven, is onbekend. In 1226 hebben zowel de Gelderse graven als de Brabantse hertogen afstand gedaan van Salland ten gunste van Utrecht.

## Lijst van graven en hertogen van Gelre en graven van Zutphen vanaf 1138
| Periode           | Naam                                                                                               | Bijzonderheden | Titel                                 |
| Huis Wassenberg   | Huis Wassenberg                                                                                    | Huis Wassenberg |                                       |
| ----------------- | -------------------------------------------------------------------------------------------------- | --- | ------------------------------------- |
| 1021–1042         | Gerard I Flamens (* ca. 970 - † voor 1042)                                                         | rond 1033 gevlucht uit Vlaanderen; kreeg het eigengoed Wassenberg van de keizer broer van Rutger I van Kleef; getrouwd met een dochter van Diederik van Hamaland                                                                                              | Heer van Wassenberg                   |
| 1042–1052         | Gerard II Flamens (* ca. 1000 - † voor 1052)                                                       | zoon van Gerard I (volgens sommige genealogieën echter dezelfde persoon) | Heer van Wassenberg                   |
| 1052–1058         | Gerard III Flamens (* ca. 1025 - † voor 1058)                                                      | zoon van Gerard II | Heer van Wassenberg                   |
| 1058–1082         | Dirk Flamens of Dirk van Heinsberg, genaamd Dirk of Diederik 'van de Veluwe' (* ca. 1030 - † 1082) | broer van Gerard III, zoon van Gerard II , voogd over zijn minderjarige neef Gerard IV, de latere Gerard I van Gelre 1076 graaf van de Veluwe en in 1078 graaf in Teisterbant, waarschijnlijk als waarnemer van zijn minderjarige oomzegger Gerard 'de Lange' | Heer van Wassenberg                   |
| Huis Gelre        | | |                                       |
| 1082–1129         | Gerard I van Gelre de Lange                                                                        | zoon van Gerard III van Wassenberg; sinds 1096 erkend als landgraaf | Graaf van Gelre                       |
| 1129–1131/3       | Gerard II                                                                                          | | Graaf van Gelre                       |
| 1131/3–1182       | Hendrik I                                                                                          | na het overlijden van zijn moeder in 1138 tevens graaf van Zutphen | Graaf van Gelre en graaf van Zutphen  |
| 1182–1207         | Otto I                                                                                             | | Graaf van Gelre en graaf van Zutphen  |
| 1207–1229         | Gerard III                                                                                         | gehuwd met Margaretha van Brabant; praalgraf in Munsterkerk, Roermond | Graaf van Gelre en graaf van Zutphen  |
| 1229–1271         | Otto II de Lamme                                                                                   | | Graaf van Gelre en graaf van Zutphen  |
| 1271–1318         | Reinoud I de Strijdbare                                                                            | getrouwd met Irmgard van Limburg, met wie hij Limburg regeerde tot haar dood in 1283 daarna alleen tot de Gelderse nederlaag in de slag bij Woeringen in 1288 Limburg ging hierna over naar Jan I van Brabant                                                 | Graaf van Gelre en graaf van Zutphen  |
| 1318–1343         | Reinoud II de Zwarte                                                                               | Van 1318-1326 regeerde hij onder voogdij; sinds 1339 als hertog van Gelre hij huwde met 1. Sophia Berthout van Mechelen en 2. in 1331 met Alianora van Engeland, zuster van de Koning van Engeland.                                                           | Hertog van Gelre en graaf van Zutphen |
| 1343–1361         | Reinoud III de Dikke                                                                               | 1350–1361: Gelderse Broederstrijd | Hertog van Gelre en graaf van Zutphen |
| 1361–1371         | Eduard                                                                                             | | Hertog van Gelre en graaf van Zutphen |
| 1371              | Reinoud III                                                                                        | 1371–1379: Gelderse Successieoorlog | Hertog van Gelre en graaf van Zutphen |
| Huis Gulik        | | | Hertog van Gelre en graaf van Zutphen |
| 1379–1402         | Willem I                                                                                           | als Willem III hertog van Gulik | Hertog van Gelre en graaf van Zutphen |
| 1402–1423         | Reinoud IV                                                                                         | | Hertog van Gelre en graaf van Zutphen |
| Huis Egmont       | | | Hertog van Gelre en graaf van Zutphen |
| 1423–1465         | Arnold van Egmont                                                                                  | 1e keer | Hertog van Gelre en graaf van Zutphen |
| 1465–1471         | Adolf van Egmont                                                                                   | zoon van Arnold, 1e keer | Hertog van Gelre en graaf van Zutphen |
| 1471–1473         | Arnold van Egmont                                                                                  | 2e keer | Hertog van Gelre en graaf van Zutphen |
| Huis Valois       | | | Hertog van Gelre en graaf van Zutphen |
| 1473–1477         | Karel de Stoute                                                                                    | hertog van Bourgondië | Hertog van Gelre en graaf van Zutphen |
| Huis Egmont       | | | Hertog van Gelre en graaf van Zutphen |
| 1477              | Adolf van Egmont                                                                                   | 2e keer. Sneuvelde in de Bourgondische Successieoorlog. | Hertog van Gelre en graaf van Zutphen |
| 1477–1492         | Catharina van Gelre (regentes)                                                                     | zuster van Adolf, dochter van Arnold. Werd door de Gelderse Staten aangesteld als regentes zolang er geen hertog was. Heerschappij betwist door Maximiliaan van Oostenrijk (Gelderse Onafhankelijkheidsoorlog).                                               | Hertog van Gelre en graaf van Zutphen |
| 1492–1538         | Karel van Gelre                                                                                    | zoon van Adolf van Egmont. Heerschappij betwist door Filips de Schone, Maximiliaan van Oostenrijk en Karel V (Gelderse Oorlogen). | Hertog van Gelre en graaf van Zutphen |
| Huis van der Mark | | | Hertog van Gelre en graaf van Zutphen |
| 1538–1543         | Willem van der Mark (ook bekend als Willem V van Kleef)                                            | vanaf 1539 ook hertog van Gulik, Kleef en Berg. Heerschappij betwist door Karel V (Gelderse Oorlogen). | Hertog van Gelre en graaf van Zutphen |
| Huis Habsburg     | | | Hertog van Gelre en graaf van Zutphen |
| 1477–1482         | Maximiliaan van Oostenrijk                                                                         | eiste erfenis van Karel de Stoute op door Maria van Bourgondië te huwen. Heerschappij betwist door Catharina van Gelre. (Gelderse Onafhankelijkheidsoorlog)                                                                                                   | Hertog van Gelre en graaf van Zutphen |
| 1482–1492         | Filips I de Schone                                                                                 | onder regentschap van zijn vader Maximiliaan van Oostenrijk. Heerschappij betwist door Catharina van Gelre (Gelderse Onafhankelijkheidsoorlog). | Hertog van Gelre en graaf van Zutphen |
| 1543–1555         | Karel V                                                                                            | zoon van Filips, kleinzoon van Maximiliaan. Betwistte de heerschappij van Karel van Gelre en Willem de Rijke (Gelderse Oorlogen) met succes, in 1543 erkend als hertog van Gelre en graaf van Zutphen.                                                        | Hertog van Gelre en graaf van Zutphen |
| 1555 – 1581/1598  | Filips II van Spanje                                                                               | in 1581 door de Staten van Gelre afgezworen als landsheer (Plakkaat van Verlatinghe). | Hertog van Gelre en graaf van Zutphen |

## Einde van het zelfstandige Gelre
In 1543 kwamen Gelre en Zutphen onder direct bestuur van het Heilige Roomse Rijk in de persoon van keizer Karel V die de titel hertog van Gelre verwierf.
Bij het Plakkaat van Verlatinghe in 1581 'verlieten' de Gelderse staten de Habsburgse koning-keizer. Gelre bleef nominaal een "hertogdom" maar kreeg geen hertog meer. De hertogelijke macht ging nu naar de Staten van Gelre. Het graafschap Zutphen werd in 1591 volledig opgenomen in het hertogdom Gelre.
Opper-Gelre bleef uiteindelijk Spaans. Als deel van de Zuidelijke Nederlanden bleef het een Habsburgs hertogdom. Nadat het Spaanse koningshuis was uitgestorven volgde de Spaanse Successieoorlog. Na de Vrede van Utrecht in 1713 werd ook dit gebied verder gesplitst. Hierbij werd Noord-Limburg en het aangrenzende deel in Duitsland (met de stad Gelre/Geldern) Pruisisch. Venlo werd als Staats-Opper-Gelre een Generaliteitsland van de Republiek. Roermond werd Oostenrijks. Aangezien het grootste deel van Opper-Gelre aan de koning van Pruisen was toegevallen, noemde hij zich sedertdien ook hertog van Gelre.
Na de stichting van de Bataafse Republiek in 1795 werd de hertogelijke status van beide gebieden opgeheven. Ze werden gesplitst en heringedeeld in departementen. De naam 'Gelre' of 'Gelder' verdween. In 1802 werd er een departement Gelderland opgericht, en na het congres van Wenen in 1813 de huidige provincie Gelderland. Deze instellingen beschikten echter niet meer over een eigen vorst, maar werden nationaal bestuurd. De provincie Gelderland valt sinds 1815 onder de koning der Nederlanden. Overigens voert deze niet de titel hertog van Gelre (of van Gelder/Gelderland); Gelderland is een integraal onderdeel van het land Nederland in het Koninkrijk der Nederlanden.
Opper-Gelre kwam na 1813 grotendeels aan Pruisen en daardoor in 1871 aan het Tweede Duitse Rijk. Ook als keizers van het Duitse Rijk voerden de Hohenzollerns nog de titel 'Herzog von Geldern'.